# Fábio Virginio de Lima
Fábio Virginio de Lima (sinh ngày 23 tháng 10 năm 1993) là một cầu thủ bóng đá người UAE gốc Brasil thi đấu cho Al Wasl ở vị trí Tiền vệ tấn công, tiền đạo chạy cánh, hay tiền đạo.

## Sự nghiệp câu lạc bộ
Lima được ký hợp đồng bởi  Atlético Goianiense năm 2012 sau khi có khoảng thời gian ngắn với Icasa. Năm 2013, anh được cho mượn đến câu lạc bộ tại Serie A Vasco da Gama và ra sân một lần duy nhất.
Ngày 21 tháng 7 năm 2014 Lima gia nhập đội bóng tại UAE Arabian Gulf League Al Wasl với điều khoản 2 năm sau khi được huấn luyện viên Jorginho đề xuất.

### Bàn thắng quốc tế
| # | Ngày                | Địa điểm                        | Đối thủ   | Bàn thắng | Kết quả | Giải đấu                 |
| - | ------------------- | ------------------------------- | --------- | --------- | ------- | ------------------------ |
| 1 | 29 tháng 3 năm 2021 | Sân vận động Zabeel, Dubai, UAE | Ấn Độ     | 5–0       | 6–0     | Giao hữu                 |
| 2 | 3 tháng 6 năm 2021  | Sân vận động Zabeel, Dubai, UAE | Malaysia  | 2–0       | 4–0     | Vòng loại World Cup 2022 |
| 3 | 3 tháng 6 năm 2021  | Sân vận động Zabeel, Dubai, UAE | Malaysia  | 4–0       | 4–0     | Vòng loại World Cup 2022 |
| 4 | 7 tháng 6 năm 2021  | Sân vận động Zabeel, Dubai, UAE | Thái Lan  | 2–0       | 3–1     | Vòng loại World Cup 2022 |
| 5 | 11 tháng 6 năm 2021 | Sân vận động Zabeel, Dubai, UAE | Indonesia | 2–0       | 5–0     | Vòng loại World Cup 2022 |
| 6 | 11 tháng 6 năm 2021 | Sân vận động Zabeel, Dubai, UAE | Indonesia | 4–0       | 5–0     | Vòng loại World Cup 2022 |